# Modeste M’Bami
Modeste M’Bami (ur. 9 października 1982 w Jaunde, zm. 7 stycznia 2023) – kameruński piłkarz, występujący na pozycji pomocnika.
Na początku 2023 roku zdiagnozowano u niego COVID-19. 7 stycznia 2023 roku zmarł na zawał serca, prawdopodobnie w wyniku powikłań.

## Kariera klubowa
M’Bami zaczynał w Dynamie Duala. W sezonie 1999 spadł z tym klubem do drugiej ligi. Na zapleczu pierwszej ligi M’Bami był wyróżniającym się zawodnikiem Dynama i wprowadził ten klub ponownie do najwyższej klasy rozgrywkowej, jednak po sezonie odszedł do Francji.
Jego nowym klubem został CS Sedan, gdzie spotkał swojego rodaka, Piusa N’Diefi, a później Pierre’a Njankę. Debiutował 21 grudnia 2000, w przegranym 0:2 meczu ze Stade Rennes. W pierwszym sezonie gry, M’Bami wystąpił w 10 meczach, a Sedan zajął 5. miejsce, promowane grą w Pucharze UEFA. W sezonie 2001/2002 było już gorzej, bowiem klub Kameruńczyka z trudem utrzymał się w Ligue 1, zajmując 14. miejsce. Sezon później ta sztuka się nie udała i podopieczni Dominique Bathenaya spadli do Ligue 2, zajmując przedostatnie miejsce.
W przerwie letniej, po M’Bamiego zgłosili się działacze Paris Saint Germain i piłkarz zmienił barwy klubowe. W drugiej kolejce, podczas wyjazdowego meczu z Lille OSC M’Bami zaliczył debiut. Rozegrał pełne 90 minut, niestety jego klub przegrał 0:1. Na pierwszą bramkę, dla swojej nowej drużyny (i ogólnie w Ligue 1), musiał czekać aż do 25 kolejki, kiedy to PSG podejmowało u siebie En Avant Guingamp. Kameruńczyk otworzył wynik spotkania, trafiając na 1:0. Wynik podwyższył Danijel Ljuboja i PSG zainkasowało 3 punkty. Jak się później okazało, to było jedyne trafienie M’Bamiego w ciągu całego sezonu. Klub z Paryża zajął drugie miejsce w lidze i wziął udział w rozgrywkach Ligi Mistrzów. PSG trafiło do grupy H, w której rywalami były takie kluby, jak Chelsea F.C., FC Porto i CSKA Moskwa. M’Bami wziął udział we wszystkich spotkaniach, zarówno w rundzie pierwszej, jak i rewanżowej. Niestety Paryżanie zajęli ostatnie miejsce w grupie i mogli pożegnać się z rozgrywkami. Również fatalnie poszło im w lidze, bowiem zajęli tylko 9. miejsce, a M’Bami rozegrał 19 meczów. W sezonie 2005/2006 M’Bami wziął udział w 34 spotkaniach PSG, które ponownie zajęło 9. miejsce, jednak poprzez Puchar Francji awansowali do rozgrywek Pucharu UEFA. Podczas letniego okna transferowego Kameruńczyk został piłkarzem Olympique Marsylia, podpisując 3-letni kontrakt. W 2009 roku odszedł do UD Almería. W 2011 roku został zawodnikiem chińskiego Dalian A’erbin, jednak nie rozegrał w nim żadnego spotkania i niedługo potem został wypożyczony do Changchun Yatai. W 2012 roku przeszedł do Ittihad FC.

## Kariera reprezentacyjna
M’Bami ma za sobą występy w reprezentacji Kamerunu Under-23. W 2000 roku grał na igrzyskach olimpijskich w Sydney, kiedy to "Nieposkromione Lwy" pokonały Hiszpanię 5:3 w karnych, 2:2 w regulaminowym czasie. Warto dodać, że piłkarze z Afryki przegrywali 2:0 i musieli odrabiać straty, co im się udało. Decydującą jedenastkę o pierwszym złotym medalu dla swojego kraju na bramkę zamienił Pierre Womé. Tym samym został bohaterem meczu. Hiszpanie zajęli drugie miejsce, a trzecie przypadło zespołowi z Chile. W 2003 roku wziął udział w Pucharze Konfederacji, na którym reprezentacja Kamerunu zajęła 2. miejsce w turnieju, w finale przegrywając z Francją. M’Bami wziął udział w Pucharze Narodów Afryki 2004, który był dla Kameruńczyków nieudany. Odpadli już w ćwierćfinale, przegrywając z Nigerią 1:2. Grał również w eliminacjach do mistrzostw świata 2006, na które "Nieposkromionym Lwom" nie udało się zakwalifikować.

## Kariera w liczbach
| Sezon   | Klub                | Kraj             | Flaga            | Rozgrywki         | Mecze | Bramki |
| ------- | ------------------- | ---------------- | ---------------- | ----------------- | ----- | ------ |
| 1999    | Dynamo Duala        | Kamerun          | Kamerun          | Première Division | ?     | ?      |
| 2000    | Dynamo Duala        | Kamerun          | Kamerun          | Deuxième Division | ?     | ?      |
| 2000/01 | CS Sedan            | Francja          | Francja          | Ligue 1           | 10    | 0      |
| 2001/02 | CS Sedan            | Francja          | Francja          | Ligue 1           | 24    | 0      |
| 2002/03 | CS Sedan            | Francja          | Francja          | Ligue 1           | 34    | 0      |
| 2003/04 | Paris Saint-Germain | Francja          | Francja          | Ligue 1           | 30    | 1      |
| 2004/05 | Paris Saint-Germain | Francja          | Francja          | Ligue 1           | 19    | 0      |
| 2005/06 | Paris Saint-Germain | Francja          | Francja          | Ligue 1           | 34    | 0      |
| 2006/07 | Olympique Marsylia  | Francja          | Francja          | Ligue 1           | 30    | 1      |
| 2007/08 | Olympique Marsylia  | Francja          | Francja          | Ligue 1           | 24    | 0      |
| 2008/09 | Olympique Marsylia  | Francja          | Francja          | Ligue 1           | 23    | 0      |
| 2009/10 | UD Almería          | Hiszpania        | Hiszpania        | Primera División  | 28    | 0      |
| 2010/11 | UD Almería          | Hiszpania        | Hiszpania        | Primera División  | 30    | 1      |
| 2011    | Dalian A’erbin      | Chiny            |                  | Super League      | 0     | 0      |
| 2011    | Changchun Yatai     | Chiny            |                  | Super League      | 15    | 3      |
| 2012/13 | Ittihad FC          | Arabia Saudyjska | Arabia Saudyjska | I liga            |       |        |